# Marquillies
Marquillies là một xã ở tỉnh Nord ở miền bắc nước Pháp. Xã này có diện tích 6,91 km², dân số năm 1999 là 1602 người. Xã nằm ở khu vực có độ cao trung bình 28 mét trên mực nước biển.